# Lukas Forchhammer
Lukas Forchhammer (Copenhaga, 18 de setembro de 1988) mais conhecido como Lukas Graham é um dinamarquês conhecido por ser vocalista da banda que leva seu próprio nome. Conseguiu notoriedade na Dinamarca com a musica "Drunk in the morning" em 2012. Mas foi apenas em 2016 com a musica "7 Years" que Lukas Graham atingiu estrelato mundial. Ele tem apenas um filho. Apesar de ter tido uma infância difícil, Forchhammer chamou à atenção com suas músicas realistas e otimistas. A banda já tem dois álbuns lançados, ambos com o mesmo nome "Lukas Graham", um de 2012 e outro lançado em 2016. Recentemente Lukas Graham lança sua nova música Love Someone.

## Biografia

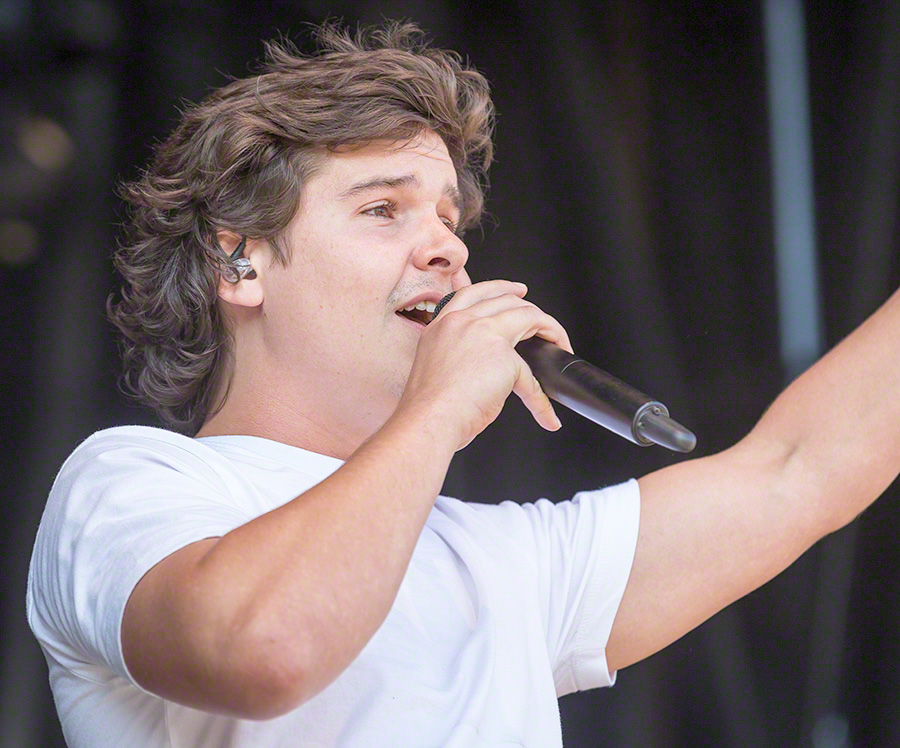
Lukas Forchhammer, 2016

Lukas Forchhammer cresceu numa ocupação anarquista em Copenhaga, chamada Christiania, lugar com população menor que mil pessoas, onde moradores rejeitam governo e dinheiro, aceitam tráfico de maconha e vivem de forma mais precária que no resto do país. Em entrevistas, o cantor compara o local às favelas do Brasil. Ele conta que a maioria dos seus amigos de infância estão na prisão e os retrata como pessoas que não tiveram sorte na vida mas que, se tivessem tido, seriam pessoas boas.
O cantor visitou o Brasil e a Argentina aos 12 anos de idade, juntamente com um coral infantil para apresentações, e fala com bastante familiaridade sobre os dois países. Aos 20 anos retornou à Argentina, para fugir de problemas no seu bairro natal. Ficou na casa três amigos argentinos que moraram algum tempo na Dinamarca por conta da ditadura militar argentina. Graham passou cerca de cinco meses na casa desses amigos no bairro Constitución em Buenos Aires. E durante a sua estadia visitou o Brasil novamente na Semana Santa. Ele conta que escreveu cerca de 350 músicas durante sua passagem pela América do Sul e que visitou bailes funk e forrós.
Forchhammer conta que atualmente mora ao lado do seu bairro natal, porque não precisa mais morar lá, mas afirma que toda sua família ainda mora em Christiania.
Questionado o porquê da sua banda levar seu nome, Lukas Forchhammer respondeu que compôs as músicas muito antes de formar a banda, e como as músicas falam sobre ele mesmo, decidiu batizar a banda dessa forma e também porque acha seu nome bonito.